# بافورد جوردن
بافورد جوردن (بالإنجليزية: Buford Jordan)‏ هو لاعب كرة قدم أمريكية أمريكي، ولد في 26 يونيو 1962 في ايوتا في الولايات المتحدة.

## وصلات خارجية
- بافورد جوردن على موقع مرجع كرة القدم المحترفة.كوم (الإنجليزية)
- بافورد جوردن على موقع قاعة لويزيانا للمشاهير الرياضية (الإنجليزية)